# Убалары
Убала́ры (баш. Убалар) — деревня в Арх-Латышском сельсовете Архангельского района Республики Башкортостан России.

## Географическое положение
Расстояние до:
- районного центра (Архангельское): 26 км,
- центра сельсовета (Максим Горький): 12 км,
- ближайшей железнодорожной станции (Приуралье): 33 км.

## Население
| 2002 | 2009 | 2010 |
| ---- | ---- | ---- |
| 272  | ↗294 | ↘248 |

Согласно переписи 2002 года, преобладающая национальность — башкиры (98 %).

## Религия
В деревне есть мечеть «Ихлас».